# Giuseppe Marco Bernardazzi
Pour l’article homonyme, voir Giuseppe Bernardazzi.
Giuseppe Marco Bernardazzi (en russe : Иосиф Карлович Бернардацци), né le 2 décembre 1788 à Pamba, Lugano dans le Tessin suisse et mort le 5 octobre 1840 à Piatigorsk (empire russe) est un architecte. Frère de Ioan Karlovitch Bernardazzi et père de l'architecte Aleksandr Osipovitch Bernardazzi, il est le premier architecte des villes de Piatigorsk et Kislovodsk, dans le Caucase.